# Sanssouci (Schiff, 1962)
Die Sanssouci ist ein ehemaliges Fahrgastschiff der Weissen Flotte Potsdam und gehört zur Dichter-Klasse. Das Schiff wurde 1962 in Dienst gestellt und war das erste Schiff der Weissen Flotte mit diesem Namen und der erste Neubau nach dem Zweiten Weltkrieg für die Fahrgastschifffahrt in Potsdam.

## Geschichte
Das Fahrgastschiff entstand im Rahmen einer Großserie von acht Schiffen in der volkseigenen Staatswerft Rothensee benannt nach Etkar André in Magdeburg. Das Schiff ist 53 Meter lang und 8,08 Meter breit. Der durchschnittliche Tiefgang beträgt 1,26 Meter. Angetrieben wird es von zwei Motoren der Firma SKL Magdeburg. Die Fahrgastkapazität betrug bei der Indienststellung 725 Personen, wurde aber später auf 550 reduziert.
Das Schiff wurde 1994 verkauft. Gründe dafür waren unter anderem die geringe Platzkapazität und die hohen Wartungskosten. Nach dem Verkauf lag das Schiff von 1994 bis 1999 als Restaurant- und Partyschiff in Berlin an der Oberbaumbrücke am Gröbenufer. In der Werft Malz wurde das Schiff dann überholt und mit dem neuen Namen Adler Queen in die Flotte der Adler-Schiffe eingereiht und verkehrte wie ihr Schwesterschiff, die Adler River, auf der Oder zwischen Gartz und Gryfino. Durch den Eintritt Polens in die EU wurde das Duty-Free-Geschäft eingestellt. Daraufhin wurde die Adler Queen 2004 nach Hamburg verkauft, wo sie bis 2016 unter dem Namen Classic Queen für die Hamburger Hafen & Veranstaltungsfahrten GmbH Hafenrundfahrten unternahm. 2016 wurde das Schiff nach Umbauten in Magdeburg an eine tschechische Reederei verkauft. Das Schiff liegt seit 2016 als Pivovar in Prag in der Nähe der Štefánikův most am Südufer der Moldau und wird als Restaurant- und Brauereischiff genutzt.